# Línea 43 (Dbus)
La línea 43 de Dbus conecta Amara con El Antiguo, el campus universitario y el polígono de Igara. Durante muchos años, esta línea no tenía número; se le denominaba "línea Anoeta-Igara" o simplemente AI.
La línea funciona con horarios de salida sin ninguna relación entre ellas, siendo la única línea regular de este tipo. La línea no funciona en agosto (ya que no hay clases en las universidades, ni está el polígono abierto). También es la línea diurna de autobús que funciona todo el año con menos usuarios de la red, 66.773 en 2016, casi con la mitad de usuarios que la siguiente línea (la 38, con 111.114 viajeros en 2016).

## Paradas

### Hacia Igara
- Madrid 3 17 27
- Pío XII 23 24 27 32
- Melodi Pío Baroja 55 27 35
- Pío Baroja15 16 27 35
- Pío Baroja 5 16 27 35
- Zumalakarregi 10 5 25 33 35 40 45
- Antiguoko Anbulatorioa 5 25 27 33 35 40 45
- Magisterio Tolosa 14 5 25 27 33 35 40 45
- Unibertsitatea Tolosa 70 II 27 40
- Tolosa 112 5 25 27 40 45
- Portuetxe 2 33 40
- Portuetxe 10 33 40
- Portuetxe 18 33 40
- Errotazar 33 40
- Igara 33 40

### Hacia Madrid 3
- Igara 33 40
- Portuetxe 51 33 40
- Portuetxe 35 33 40
- Portuetxe 21 33 40
- Portuetxe 9 33 40
- Tolosa 138 5 25 27 45
- Lugaritz Geriátrico 27 45
- Melodi Parkea 27
- Errondo 23
- Errondo Podavines
- Errondo Anoeta 21
- Madrid 3 17 27